# Masters of Hardcore
A Masters of Hardcore (rövidítve MOH) a világ talán legnagyobb hardcore techno kiadója. 

## Története
1996-ban alakult Hollandiában, Zaandam-ban, egy amerikai gabber DJ, Rob Gee, és egy holland producer J.D.A által. Azért jött létre hogy újra felélessze az akkori bestagnált gabber szcénát, és a hardcore szellemét. Ezen stílus legfőképpen Hollandiában, Belgiumban, Németországban közkedvelt, de folyamatosan nő a népszerűsége.

## Jelenlegi előadóik
- Akira
- Angerfist
- Art of Fighters
- Base Alert
- Bass D – King Matthew
- Bike
- Bountyhunter
- Div cee
- Catscan
- Chosen Few
- DJ Gizmo
- DJ Korsakoff
- Day-mar
- DJ Nosferatu
- DJ Outblast
- DJ Promo
- Endymion
- Endonyx
- Ophidian
- Noizefucker
- Noize Suppressor
- Neophyte
- Predator
- Stunned Guys
- Evil Activities
- Dj D
- Weapon x
- Dj Buzz Fuzz
- Tommyknocker
- Dark Oscillators
- Dione
- DNME
- Drokz
- Headbanger
- Mad Dog
- Placid K
- Punk Busters
- Ruffneck
- The Viper
- Tieum

## Külső hivatkozások
- Hivatalos weboldal
- Masters of Hardcore
- MOH Rádio Archiválva 2008. augusztus 29-i dátummal a Wayback Machine-ben -